# Araripemyrmecophilops gracilis
Araripemyrmecophilops gracilis (лат.) — ископаемый вид мелких муравьиных сверчков (отряд прямокрылые насекомые). Единственный вид рода Araripemyrmecophilops. По другим данным, данный вид относится к тараканам и не имеет отношения к муравьиным сверчкам.

## Описание
Ископаемые остатки обнаружены в Южной Америке: Бразилия, Brazil Northeast, Ceará, Santana, Araripe Basin. Ранний меловой период: Aptian, Nova Olinda Member, Crato Formation.
Современные родственные виды этого семейства живут в муравейниках.

## Таксономия и этимология
Вид был впервые описан в 1991 году бразильским палеонтологом Rafael Gioia Martins-Neto (1954—2010) по материалам из меловых отложений Бразилии. Название рода Araripemyrmecophilops происходит от имени места нахождения (Araripe Basin) и предполагаемого мирмекофильного образа жизни.